# Алжир на Светском првенству у атлетици у дворани 1989.
Алжир је учествовао на Светском првенству у атлетици у дворани одржаном у Будимпешти од 3. до 5. марта 1989. године. Репрезентацију Алжира представљао је један такмичар који се такмичио у трци на 60 метара препоне.
На овом првенству такмичар Алжира није освојио ниједну медаљу нити је остварио неки резултат.

## Учесници
Мушкарци:
- Noureddine Tadjine — 60 м препоне

## Резултати

### Мушкарци
| Атлетичар          | Дисциплина   | Лични рекорд | Квалификације | Квалификације | Полуфинале           | Полуфинале           | Финале               | Финале       | Детаљи |
| Атлетичар          | Дисциплина   | Лични рекорд | Резултат      | Место         | Резултат             | Место                | Резултат             | Место        | Детаљи |
| ------------------ | ------------ | ------------ | ------------- | ------------- | -------------------- | -------------------- | -------------------- | ------------ | ------ |
| Noureddine Tadjine | 60 м препоне | 8,08         | 8,14          | 4. у гр. 2    | Није се квалификовао | Није се квалификовао | Није се квалификовао | 22 / 23 (24) |        |